# Richard Pohl
Pour l’article homonyme, voir Pohl.
Richard Pohl est un critique musical saxon né à Leipzig le 12 septembre 1826 et mort à Baden-Baden le 17 décembre 1896.
En 1854, il gagna Weimar, où il écrivit, sous le pseudonyme de Hoplite, des articles dans le Neue Zeitschrift für Musik. Il défendit Franz Liszt et Richard Wagner au détriment des compositeurs conservateurs.